# Chantraine
Chantraine és un municipi francès, situat al departament dels Vosges i a la regió del Gran Est. L'any 2007 tenia 3.029 habitants.

## Demografia

### Població
El 2007 la població de fet de Chantraine era de 3.029 persones. Hi havia 1.492 famílies, de les quals 596 eren unipersonals (240 homes vivint sols i 356 dones vivint soles), 433 parelles sense fills, 320 parelles amb fills i 143 famílies monoparentals amb fills.
La població ha evolucionat segons el següent gràfic:
Habitants censats

### Habitatges
El 2007 hi havia 1.631 habitatges, 1.511 eren l'habitatge principal de la família, 35 eren segones residències i 85 estaven desocupats. 873 eren cases i 754 eren apartaments. Dels 1.511 habitatges principals, 944 estaven ocupats pels seus propietaris, 546 estaven llogats i ocupats pels llogaters i 21 estaven cedits a títol gratuït; 55 tenien una cambra, 173 en tenien dues, 286 en tenien tres, 403 en tenien quatre i 594 en tenien cinc o més. 1.111 habitatges disposaven pel capbaix d'una plaça de pàrquing. A 819 habitatges hi havia un automòbil i a 489 n'hi havia dos o més.

### Piràmide de població
La piràmide de població per edats i sexe el 2009 era:
| Homes | Edats   | Dones |
| ----- | ------- | ----- |
| 0     | 95 o +  | 4     |
| 8     | 90 a 94 | 12    |
| 16    | 85 a 89 | 20    |
| 20    | 80 a 84 | 36    |
| 40    | 75 a 79 | 96    |
| 76    | 70 a 74 | 88    |
| 84    | 65 a 69 | 96    |
| 72    | 60 a 64 | 88    |
| 68    | 55 a 59 | 80    |
| 116   | 50 a 54 | 124   |
| 104   | 45 a 49 | 124   |
| 104   | 40 a 44 | 100   |
| 84    | 35 a 39 | 108   |
| 96    | 30 a 34 | 104   |
| 124   | 25 a 29 | 112   |
| 60    | 20 a 24 | 96    |
| 92    | 15 a 19 | 68    |
| 112   | 10 a 14 | 120   |
| 80    | 5 a 9   | 76    |
| 68    | 0 a 4   | 36    |

## Economia
El 2007 la població en edat de treballar era de 2.022 persones, 1.548 eren actives i 474 eren inactives. De les 1.548 persones actives 1.431 estaven ocupades (713 homes i 718 dones) i 117 estaven aturades (66 homes i 51 dones). De les 474 persones inactives 159 estaven jubilades, 194 estaven estudiant i 121 estaven classificades com a «altres inactius».

### Ingressos
El 2009 a Chantraine hi havia 1.525 unitats fiscals que integraven 3.229 persones, la mediana anual d'ingressos fiscals per persona era de 20.723 €.

### Activitats econòmiques
Dels 85 establiments que hi havia el 2007, 1 era d'una empresa alimentària, 5 d'empreses de fabricació d'altres productes industrials, 10 d'empreses de construcció, 18 d'empreses de comerç i reparació d'automòbils, 2 d'empreses de transport, 2 d'empreses d'hostatgeria i restauració, 1 d'una empresa d'informació i comunicació, 5 d'empreses financeres, 5 d'empreses immobiliàries, 16 d'empreses de serveis, 16 d'entitats de l'administració pública i 4 d'empreses classificades com a «altres activitats de serveis».
Dels 10 establiments de servei als particulars que hi havia el 2009, 2 eren guixaires pintors, 2 lampisteries, 3 electricistes, 1 perruqueria, 1 restaurant i 1 agència immobiliària.
Dels 2 establiments comercials que hi havia el 2009, 1 era un hipermercat i 1 una botiga de menys de 120 m².
L'any 2000 a Chantraine hi havia 3 explotacions agrícoles.

## Equipaments sanitaris i escolars
L'únic equipament sanitari que hi havia el 2009 era una farmàcia.
El 2009 hi havia 1 escola maternal i 1 escola elemental.

## Poblacions més properes
El següent diagrama mostra les poblacions més properes.